# Baskets
Baskets  – amerykański serial telewizyjny (komedia) wyprodukowany przez Pig Newton oraz FX Productions. Pomysłodawcami serialu są Louis C.K., Zach Galifianakis oraz Jonathan Krisel, którzy są także producentami wykonawczymi. Baskets jest emitowany od 21 stycznia 2016 roku przez FX

23 lutego 2016 roku, stacja FX ogłosiła zamówienie drugiego sezonu.

9 marca 2017 roku stacja FX ogłosiła zamówienie trzeciego sezonu

24 maja 2018 roku stacja FX ogłosiła zamówienie czwartego sezonu, który jest finałową serią.

## Fabuła
Serial skupia się na Chipie Basketsie, który zostaje wyrzucony ze szkoły profesjonalnych klaunów w Paryżu. Postanawia wrócić do Stanów Zjednoczonych, aby zdobyć pracę na rodeo

## Obsada
- Zach Galifianakis jako Chip i Dale Baskets
- Louie Anderson jako Christine Baskets
- Martha Kelly jako Martha
- Sabina Sciubba jako Penelope
- Ernest Adams jako Eddie
- Malia Pyles jako Sarah Baskets

## Odcinki
| Sezon | Sezon | Odcinki | Oryginalna emisja | Oryginalna emisja | Oryginalna emisja | Oryginalna emisja | Oryginalna emisja |
| Sezon | Sezon | Odcinki | Premiera sezonu   | Finał sezonu      | Premiera sezonu   | Finał sezonu      |                   |
| ----- | ----- | ------- | ----------------- | ----------------- | ----------------- | ----------------- | ----------------- |
|       | 1     | 10      | 21 stycznia 2016  | 24 marca 2016     | —                 | —                 |                   |
|       | 2     | 10      | 19 stycznia 2017  | 23 marca 2017     | —                 | —                 |                   |
|       | 3     | 10      | 23 stycznia 2018  | 27 marca 2018     | —                 | —                 |                   |
|       | 4     | 10      | 13 czerwca 2019   | 22 sierpnia 2019  | —                 | —                 |                   |

## Produkcja
14 stycznia 2014 roku, stacja FX  zamówiła pilotowy odcinek Baskets.
2 września 2014 roku, stacja FX zamówiła pierwszy sezon serialu